# Pištec laločnatý
Pištec laločnatý (Eulacestoma nigropectus) je novoguinejský pěvec, jediný zástupce čeledi Eulacestomatidae.

## Systematika
Za popisnou autoritu pištce laločnatého je pokládán anglický přírodovědec Charles Walter De Vis, jím určené binomické jméno Eulacestoma nigropectus z roku 1894 zůstává v platnosti i dnes. Pištec laločnatý představuje jediný druh rodu Eulacestoma i čeledi Eulacestomatidae, formálně popsané teprve v roce 2014. Historicky byl rod Eulacestoma klasifikován v rámci čeledi pištcovití (Pachycephalidae), která však před nástupem molekulární fylogenetiky představovala spíše sběrný taxon pro větší množství různých rodů pěvců z Indo-Pacifiku. Molekulárně-fylogenetické studie potvrzují, že rod Eulacestoma představuje starou, samostatnou linii korvidních zpěvných, příbuzenské vztahy však zůstávají nejisté. Rozsáhlá studie z roku 2019 čeleď Eulacestomatidae sdružuje s čeleděmi Pachycephalidae, Psophodidae, Falcunculidae, Oreoicidae, Paramythiidae, Vireonidae a Oriolidae v rámci kladu Orioloidea.

## Popis
Pištec laločnatý dosahuje celkové tělesné velikosti 12,5–14 cm a hmotnosti 19–22 g. Jde o menší druh pěvce se středně dlouhými křídly a ocasem; tělo je vejčité; hlava, podobně jako v případě pravých pištcovitých, mohutná, s krátkým a silným krkem. Zobák je po stranách neobvykle zploštěn a má zahnutou špičku. Ve zbarvení se objevuje výrazný pohlavní dimorfismus. Zbarvení samců se pohybuje v okrově olivových odstínech na svrchních partiích, s černými či černohnědými křídly a černohnědým ocasem. Spodní partie jsou olivově zelené, dolní část hrdla a hruď však mají opět černé zbarvení. Horní část hrdla, čelo či tváře jsou spíše žlutavé až zlatavé. Zbarvení samic se pohybuje v okrově olivových odstínech na svrchních partiích a světle olivových odstínech na spodních partiích, se slabými bílými proužky na hrudi. Výrazným znakem samců je rovněž pár růžových laloků z obou stran zobáku, které u samic schází.

## Ekologie a chování
Pištec laločnatý žije v horských lesích ostrova Nová Guinea, typicky s hustým podrostem popínavých bambusů. Preferuje rozsah nadmořské výšky 1 950–2 850 metrů, lokálně žije i v nižších polohách. Krmí se v podrostu či středních patrech, někdy se pištci sdružují do mezidruhových krmných hejn. Potravu tvoří hmyz, který tito ptáci loví především na povrchu větví, svým zploštělým zobákem však mohou po bezobratlých pátrat i pod kůrou či v mechu. Ozývají se dlouhým vysokým zvonivým pískáním. O návycích tohoto druhu je však obecně známo pouze mizivé množství informací. Hnízdit pravděpodobně může během celého roku, předpokládá se monogamie a péče ze strany obou členů párů, s jedním záznamem inkubujícího samce.

## Ohrožení
Mezinárodní svaz ochrany přírody (IUCN) ve svém vyhodnocení stavu ohrožení z roku 2016 považuje pištce laločnatého za málo dotčený druh. IUCN předpokládá stabilní populační trend, byť celková velikost populace nebyla kvantifikována.